# Synagoga Michkenot Israël
Synagoga Michkenot Israël je synagoga v 19. obvodu v Paříži v ulici Rue Jean-Nohain č. 6. Byla postavena v roce 1993 a je zasvěcena aškenázskému ritu. Její název znamená Izraelské příbytky.

## Historie
Na počátku 20. století se v 19. obvodu a okolí usadilo mnoho židů z Alsaska a střední Evropy. Ve 30. letech se obvykle scházeli k modlitbám v tělocvičně židovské školy poblíž parku Buttes Chaumont. S příchodem židů ze severní Afriky v 50. a 60. letech vznikla sefardská modlitebna.
Protože počet aškenázských židů rostl od počátku 90. let, rozhodli se vybudovat vlastní synagogu. Synagoga byla slavnostně otevřena v roce 1993.
Židé vyznávající sfaradim zase koupili starou továrnu a přeměnili ji na synagogu Ohalev Yaacov, což znamená Jákobovy stany.
Názvy obou synagog symbolizují, že se jedná o dvě synagogy stejné obce, ale s různými obřady. Výrazy Michkenot Izraël i Ohalev Yaacov se nacházejí ve stejném verši ve 4. knize Mojžíšově: „Jak skvělé jsou tvé stany, Jákobe, tvé příbytky, Izraeli!“ Nu 24, 5 (Kral, ČEP)

## Architektura
Autory synagogy jsou architekti Eric Dubosc a Marc Landowski. Oba jsou specialisty na kovové konstrukce. Synagoga je moderní stavba ocelové konstrukce.
Budova synagogy má rozlohu 2000 m2, obdélníkové průčelí je zakončené půlkruhovým štítem, jedinou dekoraci fasády tvoří střídání světlých a tmavých pásů. Obdélníková část fasády je prolomená úzkými obdélníkovými okny a štít kulatým oknem. Na pravé straně navazuje na synagogu budova se dvěma nižšími půlkruhovými štíty opatřenými rovněž kulatým oknem. Zvenčí nejsou na budově žádné známky toho, že se jedná o synagogu.
Do synagogy se vstupuje dvojitými dveřmi, odkud se ze vstupní hale pokračuje do hlavní lodě a schodištěm na galerii pro ženy a do kanceláří.
V přízemí je prostor vyhrazený pro muže, zatímco galerie s kovovou konstrukcí je vyhrazena pro ženy.
Venkovní světlo vstupuje do synagogy z obdélníkového a kulatého okna na přední straně do ulice, ale také světlíkem umístěným nad aron ha-kodeš a okny v zadní části v přízemí i v úrovni galerie.
Aron ha-kodeš (schrána na Tóru) z vyřezávaného dřeva má moderní trojúhelníkovitý tvar.